# Indústrias Romi

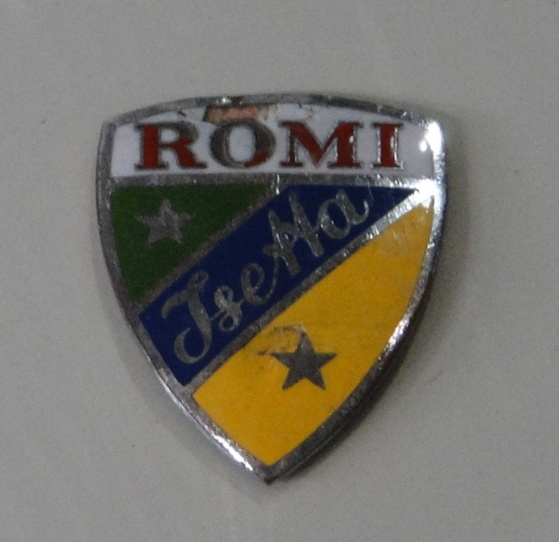
Emblem der Romi-Isetta

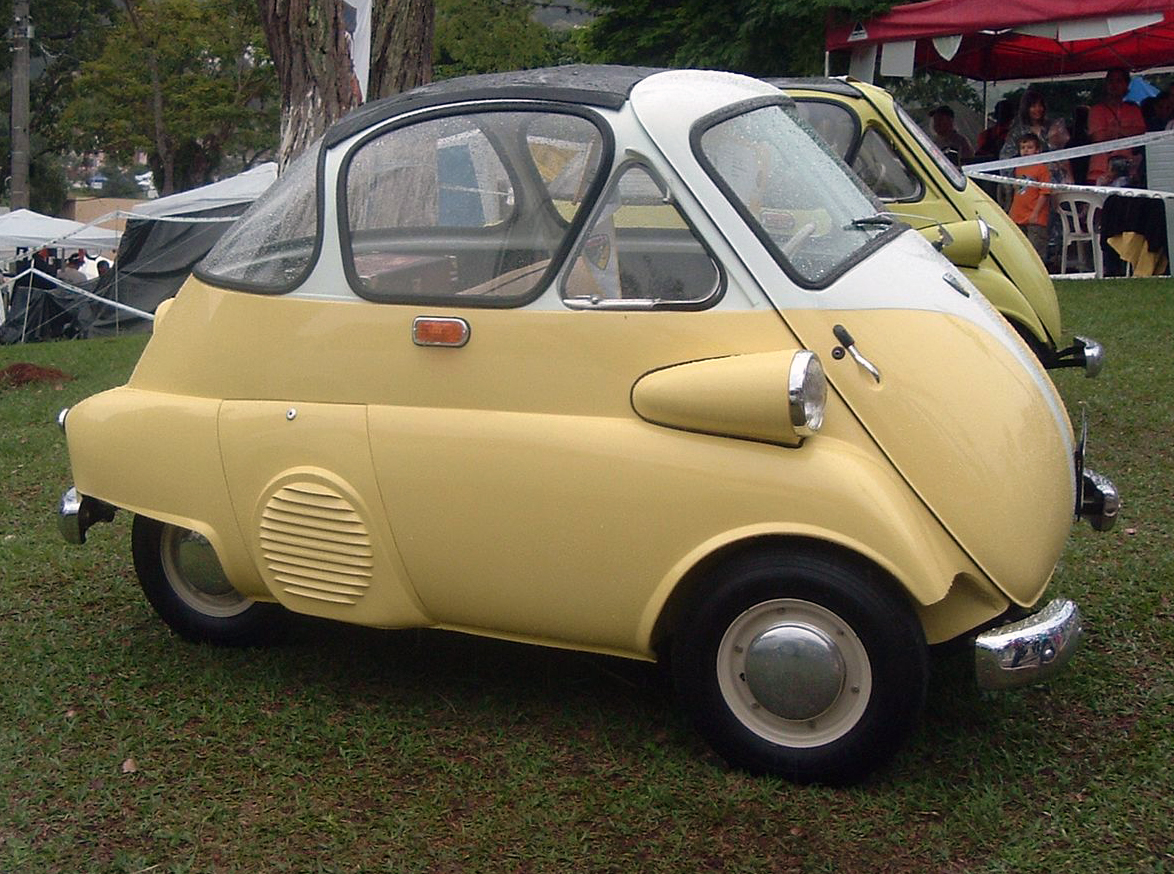
Romi-Isetta

Indústrias Romi S.A. ist ein brasilianisches Unternehmen und ehemaliger Hersteller von Automobilen.

## Unternehmensgeschichte
Américo Emílio Romo gründete 1930 das Unternehmen Garage Santa Bárbara in Santa Bárbara d’Oeste. Er handelte zunächst mit Gebrauchtwagen und Maschinen. Wenig später stellte er Pflüge und Ähnliches für die Landwirtschaft her. 1938 erfolgte die Umfirmierung in Máquinas Agrícolas Romi Ltda. Ab 1941 stellte er Drehbänke her, die er auch exportierte. 1948 begann die Produktion von Traktoren.
In den 1950er Jahren erwarb er eine Lizenz von Iso. Ende 1956 begann die Produktion von Automobilen unter dem Markennamen Romi-Isetta. Anfang Dezember 1961 endete die Pkw-Produktion. Insgesamt entstanden davon 3090 oder 3150 Fahrzeuge.
1972 wurde das Unternehmen in eine Aktiengesellschaft umgewandelt. Heutzutage ist es einer der führenden Industriebetriebe Brasiliens.
Seit 2012 ist der deutsche Werkzeugmaschinenbauer Burkhardt + Weber eine Tochter von Indústrias Romi. Romi bietet heute selbst verschiedene Werkzeugmaschinen an und führt Spritzgießmaschinen in seinem Portfolio.

## Fahrzeuge
Der Romi Toro von 1948 war der erste in Brasilien hergestellte Traktor.
Für die Romi-Isetta wurden einige Komponenten von Iso aus Italien importiert. Die Doppelkolben-Zweitaktmotoren mit 236 cm³ Hubraum und 9,5 PS Leistung kamen von Iso España aus Spanien. Eine andere Quelle nennt 198 cm³ Hubraum. Die Getriebe wurden ebenfalls importiert. Romi fertigte die Karosserien. Modellpflege führte zunächst zu einem etwas stärkeren Motor von Iso aus Italien sowie äußeren Veränderungen. Eine andere Quelle gibt nun 236 cm³ Hubraum und weiterhin 9,5 PS Leistung an. Ab 1959 kamen Rahmen, Fahrwerk und der Einzylindermotor von BMW aus Deutschland. Der Motor mit 298 cm³ Hubraum leistete 13 PS. Dieses Modell wurde 300 de Luxe genannt. Für 1957 sind 450 Fahrzeuge überliefert und für das Folgejahr 1200.
Es gab Pläne für die Produktion des BMW 600 und des Nutzfahrzeugs Iso Isocarro, zu der es allerdings nicht kam.